# هان وون لي
هان وون لي (بالإنجليزية: Han Won Lee)‏ هو لاعب تايكوندو أمريكي، ولد في 18 مايو 1962.

## روابط خارجية
- هان وون لي على موقع TaekwondoData.com (الإنجليزية)
- هان وون لي على موقع أوليمبيديا (الإنجليزية)